# Annika Treutler
Annika Treutler (* 1990 in Bielefeld) ist eine deutsche Pianistin.

## Leben
Zu Annika Treutlers Lehrern gehören Renate Kretschmar-Fischer und Janina Fialkowska. Ab 2006 studierte sie bei Matthias Kirschnereit an der Hochschule für Musik und Theater Rostock, wo sie ihre Diplom-Prüfung absolvierte. 2011 setzte sie ihr Studium bei Bernd Goetzke an der Hochschule für Musik Hannover fort und legte dort das Konzertexamen ab. Meisterkurse besuchte sie bei Richard Goode, Elisabeth Leonskaja, Ferenc Rados, Arie Vardi und Murray Perahia.
Bei ihrem Debüt im Jahr 2010 mit dem Deutschen Symphonie-Orchester Berlin spielte sie Schumanns Klavierkonzert in der Berliner Philharmonie. Sie trat in zahlreichen weiteren großen Konzertsälen auf wie im Berliner Konzerthaus, der Kölner Philharmonie, der Münchner Philharmonie am Gasteig und der Hamburger Laeiszhalle. Konzertreisen führten sie durch Europa, nach Israel und in die USA. Sie konzertierte unter anderem mit dem Konzerthausorchester Berlin, dem Deutschen Symphonie-Orchester Berlin, dem Rundfunk-Sinfonieorchester Berlin, dem Orchestre symphonique de Montréal, dem Radio-Sinfonieorchester Prag, dem Belgrade Philharmonic Orchestra, den Münchner Philharmonikern, den Münchner Symphonikern, der Robert-Schumann-Philharmonie Chemnitz, dem Kölner Gürzenich-Orchester, der Neuen Philharmonie Westfalen, dem Kurpfälzischen Kammerorchester und den Bochumer Symphonikern unter der Leitung von Dirigenten wie Stefan Soltesz, Steven Sloane, Heiko Mathias Förster und Stephan Frucht.
Treutler spielte zudem kammermusikalisch bei Festivals wie dem Verbier Festival, dem Heidelberger Frühling, den Movimentos, den Festspielen Mecklenburg-Vorpommern, beim Usedomer Musikfestival oder beim Festival Krzyżowa Music und trat gemeinsam mit Künstlern auf wie zum Beispiel Ingeborg Danz, Ramón Ortega Quero, Daniel Müller-Schott, Kit Armstrong, Jens Peter Maintz, Kian Soltani, Shirley Brill, Wenzel Fuchs, Andreas Ottensamer, Charles Neidich und Julian Steckel. In den Jahren 2011 bis 2013 leitete sie ihr eigenes Kammermusikfestival SommerKlang.
Konzerte mit Treutler wurden in Liveübertragungen von Deutschlandradio und NDR gesendet. 
Seit 2018 ist Annika Treutler Lehrbeauftragte für Klavier an der Hochschule für Musik Hanns Eisler Berlin.

## Ehrungen und Auszeichnungen
Treutler war Stipendiatin der Studienstiftung des deutschen Volkes sowie der Deutschen Mozart-Gesellschaft und Preisträgerin der Gesellschaft zur Förderung der westfälischen Kulturarbeit. Beim Deutschen Musikwettbewerb 2011 wurde sie mit einem Stipendium und mit zwei Sonderpreisen ausgezeichnet. 2014 gewann sie beim Internationalen Musikwettbewerb von Montreal den 3. Preis. 2020 wurde ihr der Opus-Klassik-Preis in der Kategorie Konzerteinspielung (Klavier) für ihre Aufnahme von Viktor Ullmanns Klavierkonzert und -sonaten zusammen mit dem Rundfunk-Sinfonieorchester Berlin verliehen. 2023 erhielt sie mit dem Hohenstaufen Ensemble erneut den Opus Klassik, diesmal in der Kategorie Kammermusikeinspielung des Jahres.

## Diskografie
- Robert Schumann: Fantasiestücke op. 12 & Fantasie C-Dur op.17. (Genuin; 2013)
- Annika Treutler plays Mendelssohn. Piano Works (Syquali/Harmonia Mundi; 2015)
- Johannes Brahms: Variationen und Fuge über ein Thema von Händel op. 24; Fantasien op. 116; Choralvorspiele op. 122 (Hänssler Classic; 2018)
- Johannes Brahms: Cellosonaten Nr.1 & 2; Sechs Lieder op. 86. Julia Hagen, Violoncello; Annika Treutler, Klavier (Hänssler Classic; 2019)
- Viktor Ullmann: Klavierkonzert op. 25 / Klaviersonaten Nr. 3 & 7 (Berlin Classics; 2020)